# Angelik (art)
Angelik (Angelica sylvestris) eller skovangelik er en 80-200 cm høj plante, der vokser i fugtige skove, på enge og i moser.

## Beskrivelse
Angelik er en flerårig urt med en kraftig, opret vækst. Stænglen er rødviolet med et blådugget vokslag. Tværsnittet er rundt. Bladene sidder det første år i en grundstillet roset. De er spredtstillede og 2-3 gange fjersnitdelte med rendeformede bladstilke. Småbladene er ægformede eller lidt skæve med savtakket rand og rødviolette fæster. Oversiden er grågrøn og mat mens undersiden er lyst grågrøn og fint håret. Blade højere oppe på stænglerne er ofte reduceret til oppustede bladskeder.
Blomstringen sker i juli-september, og den består af endestillede, næsten kugleformede stande, bestående af kompakte småskærme. De enkelte blomster er ret små og hvide til lyserøde. Frugterne er spaltefrugter, der lugter stramt, når de bliver beskadiget.
Rodnettet består af en kraftig, dybtgående pælerod med tynde siderødder.
Højde x bredde og årlig tilvækst: 2,00 x 1,00 m (200 x 100 cm/år).

## Voksested
Angelik er udbredt i det nordlige Asien, Sibirien, Kaukasus og Lilleasien samt i Europa, herunder også i Danmark, hvor den er almindelig over hele landet bortset fra i Vestjylland. Den foretrækker fugtige, nogenlunde mineralrige voksesteder i let skygge.
I mosen Northfield Moss, Aberdeenshire, Skotland vokser den på fugtig, letskygget bund sammen med bl.a. alm. røn, alm. star, djævelsbid, dunbirk, kærtidsel, lysesiv og skovpadderok

## Anvendelse
Både rødder og overjordiske dele indeholder stoffer, der har gjort planten anvendelig mod åndedrætsbesvær. Desuden har planten været brugt mod kolik, og den har været anvendt i madlavningen.
| Portal | Portal:Botanik |

## Note
1. ↑  Fiona Everingham: Raised Bog Inventory Arkiveret 22. februar 2005 hos  Wayback Machine(engelsk)